# Gia
Gia este un film biografic din 1998, care se încadrează în specia documentar-dramă, inspirat din viața supermodelului american Gia Marie Carangi. Lansat în 1998 pe canalul HBO, filmul s-a bucurat de aprecieri pozitive din partea criticilor de film. A primit 2 premii Globul de aur ("Cea mai bună actriță într-un rol principal" - Angelina Jolie și "Cea mai bună actriță într-un rol secundar" - Faye Dunaway) și 1 premiu Emmy pentru imagine.

## Rezumat
Gia s-a născut în Philadelphia, pe 29 ianuarie 1960. Neavând o copilărie prea fericită, la 17 ani, Gia (interpretată de Angelina Jolie) hotărăște să devină supermodel. Ajutată de prietenul ei TJ (interpretat de Eric Michael Cole) și de patroana unei agenții de modă celebră Wilhemina Cooper (rol atribuit lui Faye Dunaway), Gia ajunge rapid în față remarcându-se prin frumusețea covârșitoare, dar și prin dorința de a poza nud. La scurtă vreme, pornește într-o tumultoasă relație cu Linda (Elizabeth Mitchell) - asistenta fotografului ei, care o părăsește după puțin timp, fiind mai preocupată să-și exploreze propria bisexualitate, decât de stabilitatea unei relații în doi.
Gia încearcă să se mențină pe linia de plutire apelând la droguri din ce în ce mai puternice. Odată cu instalarea dependenței, apare și declinul. Într-un târziu, reușește să se lase, dar e deja tardiv. Află că a fost infestată cu virusul HIV. Primele simptome de SIDA, îi apar la sfârșitul anului 1985, însă nu era convinsă de natura bolii. În mai puțin de 1 an, trupul său tânăr, devine de nerecunoscut. Pe 18 octombrie 1986, la numai două luni după ce împlinise 27 ani, Gia Carangi devine prima femeie celebră din lume, care moare de SIDA.

## Distribuție
| Actor              | Rol                  |
| ------------------ | -------------------- |
| Angelina Jolie     | Gia Carangi          |
| Elizabeth Mitchell | Linda                |
| Eric Michael Cole  | T.J.                 |
| Kylie Travis       | Stephanie            |
| Louis Giambalvo    | Joseph Carangi       |
| John Considine     | Bruce Cooper         |
| Scott Cohen        | Mike Mansfield       |
| Edmund Genest      | Francesco Scavullo   |
| Mercedes Ruehl     | Kathleen Carangi     |
| Faye Dunaway       | Wilhelmina Cooper    |
| Alexander Enberg   | Chris von Wangenheim |
| Mila Kunis         | Gia copil            |